# Bulbophyllum abbreviatum
Bulbophyllum abbreviatum là một loài phong lan thuộc chi Bulbophyllum được phát hiện ở Madagascar và ban đầu được nhà thực vật học người Đức Rudolf Schlechter miêu tả, từ mẫu vật do nhà thực vật học người Pháp H. Perrier de la Bâthie sưu tập vào năm 1912, ngày nay được trưng bày trong Muséum National d'Histoire Naturelle ở Paris.
Theo Seidenfadden đây là một loài khác hoàn toàn so với Cirrhopetalum abbreviatum Rchb.f 1881, tuy nhiên một số nguồn khác không đồng ý, nhất là Hội nghị các bên về CITES và các Ủy ban về danh pháp và thực vật có liên quan.